# Facultad de Ingeniería (UNaM)
La Facultad de Ingeniería (FI) es una de las seis unidades académicas en las que se divide la Universidad Nacional de Misiones. Tiene su sede en la ciudad de Oberá y cuenta con aproximadamente 1300 estudiantes, divididos en las siete carreras de grado, varias carreras de pregrado y posgrados. Fue fundada el 28 de agosto de 1974 y su actual decana es María Claudia Dekun.

## Historia
Fue creada el 28 de agosto de 1974, con el nombre de Facultad de Ingeniería Electromecánica, luego del esfuerzo y gestión impulsado por la comunidad. Se destaca el rol realizado por el  ingeniero Eric Barney, distinguido profesional y deportista obereño, quien fue profesor y luego decano de esta casa de estudios. Comenzó a funcionar en una sede prestada, en el Instituto Carlos Linneo y su primer decano fue el ingeniero Víctor Benito Alfaro.
A finales de los años 70, la Facultad de Ingeniería contaba con un edificio propio de alrededor de 600 m². La carrera inicial que se dictaba fue ingeniería electromecánica. En 1985, se decide ampliar la oferta académica y se crean las carreras de ingeniería mecánica e ingeniería eléctrica.
A principios de los años 90, se construyeron los laboratorios de Química, Mecánica Aplicada y el Taller de Prototipos, incrementado la superficie aproximadamente en 1000 m². En 1994, se agregan las carreras de ingeniería electrónica e ingeniería en construcciones a la oferta académica ya existente. A finales de la  década del 90 se construye un edificio de 900 m², con planta baja y primer piso sobre la calle Juan Manuel de Rosas, lugar donde actualmente se encuentran las oficinas de administración y cinco aulas.
En los años 2000 es construido el Comedor Universitario y la Biblioteca Regional. En 2005, se construyó el segundo piso del edificio ubicado en la calle Juan Manuel de Rosas, donde actualmente se encuentra la sala de informática, el departamento de ingeniería industrial y cuatro aulas. 
Finalmente, en 2010 se finaliza la construcción de un nuevo edificio para los laboratorios de Ingeniería Civil, aulas y oficinas con una superficie de 1600 m², y ampliaciones de los laboratorios de Hidráulica, Electrónica y Mediciones Eléctricas.
Actualmente, la Facultad de Ingeniería cuenta con una superficie cubierta de alrededor de 6000 m².

## Carreras

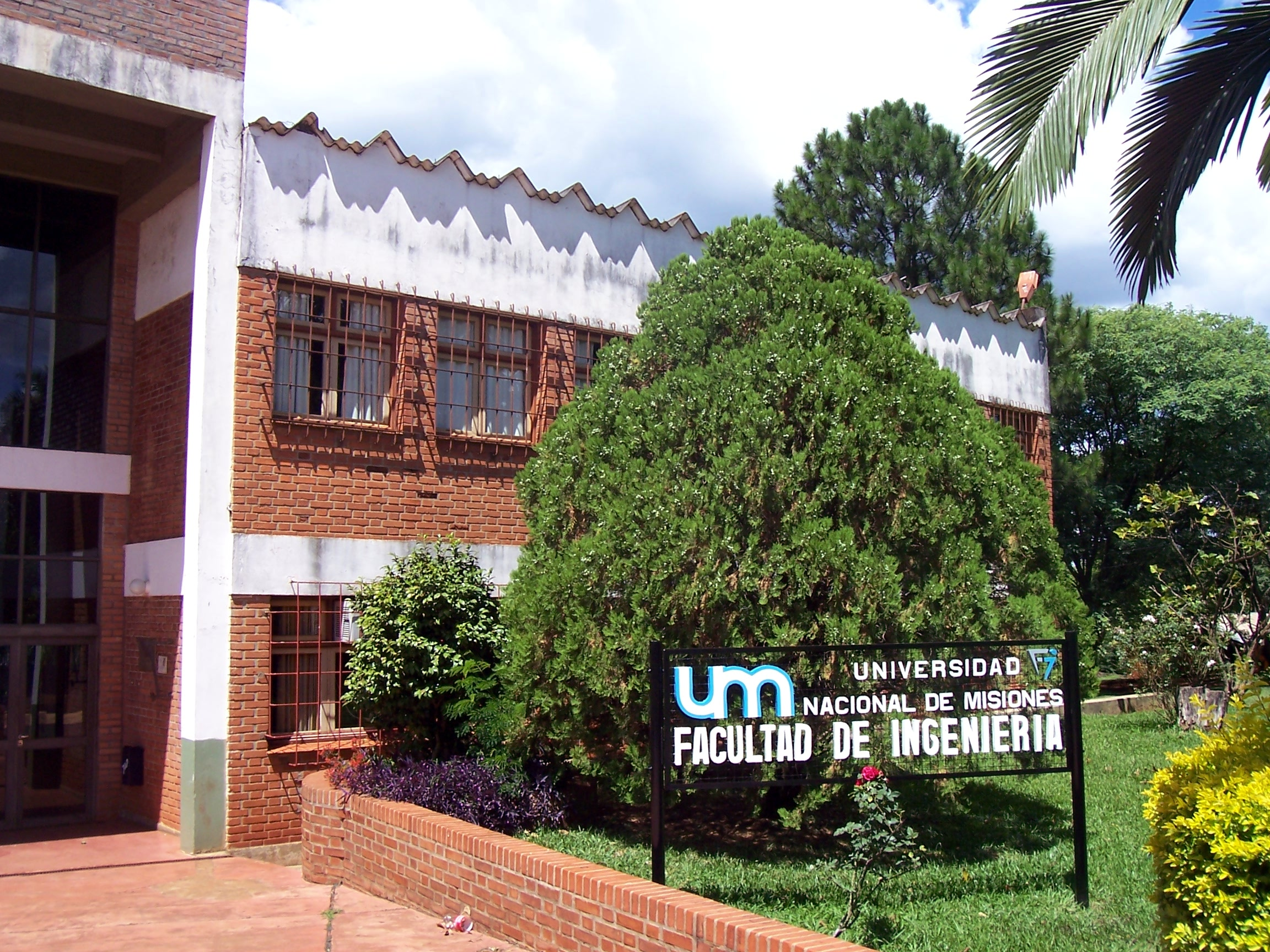
Acceso principal de la Facultad de Ingeniería.

### Grado
La Facultad de Ingeniería ofrece actualmente cinco carreras de grado:
- Licenciatura en Higiene y Seguridad en el Trabajo
- Ingeniería Electromecánica
- Ingeniería Electrónica
- Ingeniería Industrial
- Ingeniería Civil
- Ingeniería en Computación
- Ingeniería Mecatronica

### Posgrado
También se dictan cuatro carreras de posgrado:
- Especialización en Higiene y Seguridad en el Trabajo
- Especialización en Gestión de Producción y Ambiente
- Maestría en Ingeniería Electrónica
- Maestría en Ingeniería de la Energía
- Doctorado en Ingeniería Industrial
- Doctorado en Ingeniería

### Pregrado
Además, existe una carrera de pregrado:
- Técnico en Mantenimiento Industrial

## Autoridades
Esta Unidad Académica ha tenido como decanos a los siguientes docentes:

 Ing. Sergio Edgardo Katogui || 2014 - 2022

| Decano                               | Período           |
| ------------------------------------ | ----------------- |
| Ing. María Claudia Ndekun            | 2022 - Actualidad |
| Mgter. Ing. Sergio Alberto Garassino | 2006 - 2014       |
| Dr. Ing. Aldo Luis Caballero         | 2002 - 2006       |
| Ing. Oscar Eduardo Perrone           | 1994 - 2002       |
| Ing. Érico Ricardo Barney            | 1990 - 1994       |
| Ing. Víctor Benito Alfaro            | 1986 - 1990       |
| Ing. Jorge Carlos Bettaglio          | 1984 - 1986       |
| Ing. Carlos Enrique Wüst             | 1981 - 1984       |
| Ing. Daniel Meguerza                 | 1975 - 1981       |
| Ing. Ernesto Mario Brodsky           | 1975              |
| Ing. Víctor Benito Alfaro            | 1975              |